# Свенсон, Джеймс
Джеймс Свенсон (англ. James L. Swanson; 12 февраля 1959 — 21 апреля 2025, Чикаго) — американский писатель и историк, известный своим бестселлером по версии New York Times «Охота на убийцу Линкольна: 12-дневная погоня», в котором основное внимание уделяется биографии Джона Уилкса Бута и его заговору с целью убийства Линкольна и других членов кабинета министров. За эту книгу он получил Премию Эдгара Аллана По. Он был старшим научным сотрудником Heritage Foundation и выступал на C-SPAN от имени связанного с семьёй Кох либертарианского аналитического центра Институт Катона. Институт Катона объявил о его смерти от рака 21 апреля 2025 года.

## Образование
Свенсон окончил Чикагский университет, получив степень бакалавра по истории, а также юридический факультет Калифорнийского университета в Лос-Анджелесе, получив степень доктора права. Он занимал ряд должностей в правительстве и аналитических центрах в Вашингтоне, округ Колумбия, в том числе в Министерстве юстиции США. Он входил в консультативный совет Театрального общества Форда.

## Карьера
Свенсон был стипендиатом Авраама Линкольна и членом Комиссии по двухсотлетию со дня рождения Линкольна. Его основной областью исследований было убийство Линкольна. Он также служил в Министерстве юстиции США.

### Книги
- Manhunt: The 12-Day Chase for Lincoln’s Killer. 2007. ISBN 9780060518493
- Chasing Lincoln’s Killer: The Search for John Wilkes Booth.[10] 2008. ISBN 9780439903547
- Bloody Times: the Funeral for Abraham Lincoln and the Manhunt for Jefferson Davis. 2010. ISBN 9780061560897
- Bloody Crimes: The Chase for Jefferson Davis and the Death Pageant for Lincoln’s Corpse. 2010. ISBN 9780061233784
- «The President Has Been Shot!»: The Assassination of John F. Kennedy. 2013. ISBN 9780545490078
- End of Days: The Assassination of John F. Kennedy 2013. ISBN 0062083481.
- Chasing King’s Killer: The Hunt for Martin Luther King, Jr.'s Assassin, 2018. ISBN 978-0545723336
- The Deerfield Massacre: A Surprise Attack, a Forced March, and the Fight for Survival in Early America, 2024. ISBN 978-1501108167